# Рамнавами

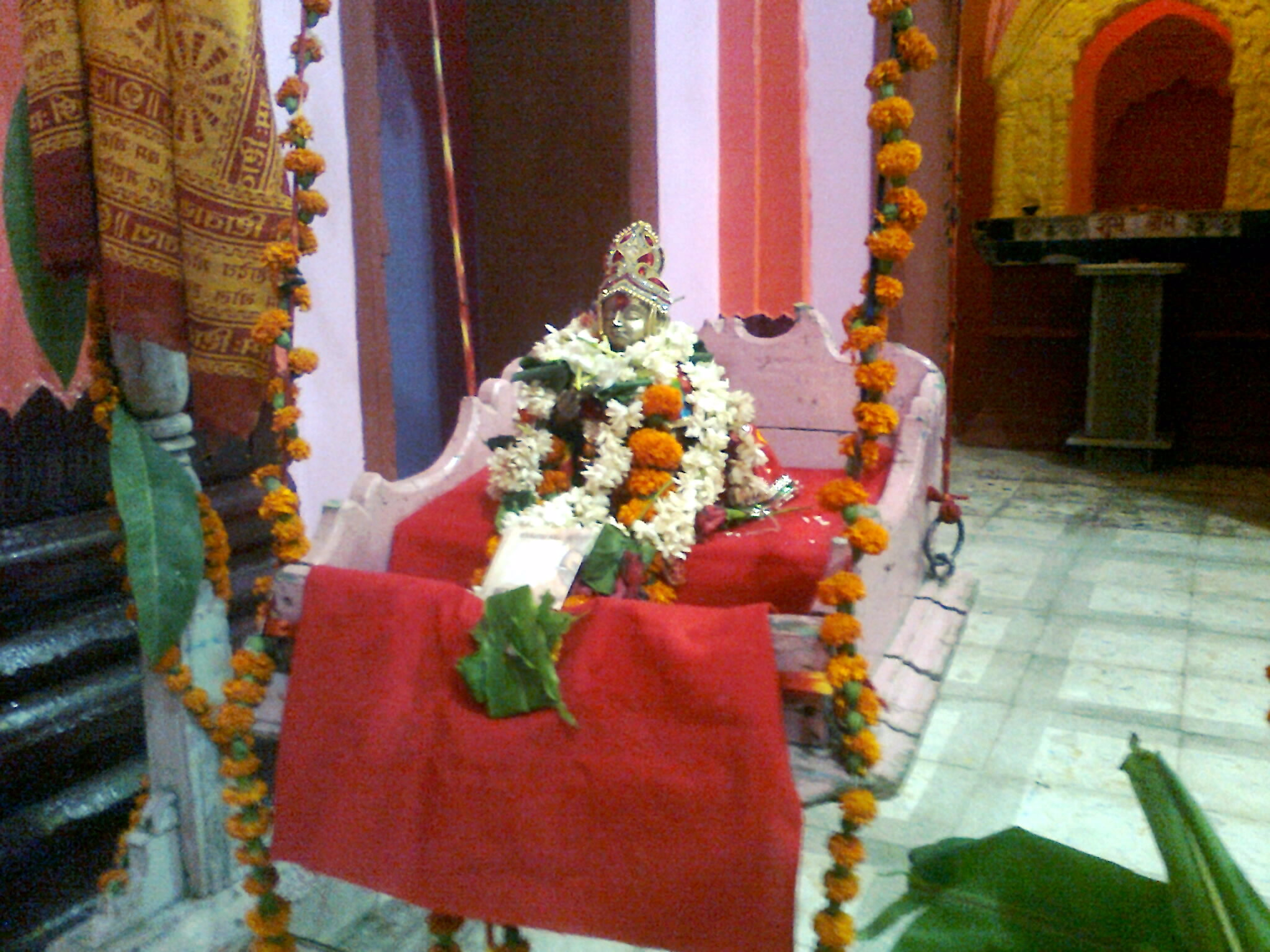

Рам(а)на́вами (санскр. राम नवमी, IAST: Rāmanavamī) — индуистский праздник, в ходе которого отмечается день явления Рамы, — легендарного древнеиндийского принца Айодхьи, почитаемого в индуизме как аватара Вишну. Рама-навами празднуется в последний, девятый день фестиваля Наваратри, в день навами шукла-пакши — девятый день светлой половины месяца чайтра по индуистскому лунному календарю. В некоторых регионах празднование длится девять дней, называемых Рама-наваратра.
В день Раманавами проходит декламация «Рамаяны» или «Рамачаритаманаса», поются бхаджаны и киртаны во славу Рамы, Ситы и Ханумана, а в конце фестиваля, после пуджи и арати, раздаётся прасада. В разукрашенных по случаю праздника индуистских храмах проводятся специальные яджны, сопровождаемые пением ведийских мантр и предложением цветов и фруктов. В этот день принято поститься до захода солнца, после чего наступает кульминация праздника. В Южной Индии, в этот день отмечается годовщина свадьбы Рамы и Ситы, в храмах проводится пышный ритуал бракосочетания божественной четы, называемый Ситарама-кальянам и сопровождаемый киртаном имён Рамы.
Наиболее пышно фестиваль отмечается в святых местах, связанных с жизнью Рамы: Айодхье в Уттар-Прадеш, Бхадрачалам в Андхра-Прадеш и Рамешварам в Тамилнаде. В день Рама-навами также проводятся Шобха-ятры, процессии колесниц с божествами Ситы, Лакшманы и Ханумана В Айодхье в этот день тысячи людей принимают омовение в священной реке Сараю.